# Національний відкритий університет Індіри Ґанді
Національний відкритий університет (імені) Індіри Ґанді (англ. Indira Gandhi National Open University, IGNOU, гінді इन्दिरा गांधी राष्ट्रीय मुक्त विश्वविद्यालय) — центральний університет в Делі, Індія. Університет був заснований у 1985 році та названий на честь колишнього прем'єр-міністра Індіри Ґанді. Це найбільший за числом студентів університет світу, що концентрується на заочному навчанні. Крім того, університет є великим науково-досліницьким центром.